# Mont Yamaska
Le mont Yamaska (en abénaqui : Wigw8madenek), connu localement sous le nom de mont Saint-Paul, est une montagne haute de 416 mètres située à Saint-Paul-d'Abbotsford, près de la ville de Granby. Elle fait géologiquement partie des dix collines Montérégiennes au sud du Québec.

## Toponymie
Le nom Yamaska évoque soit le nom de la rivière du même nom ou celui de la seigneurie de Maska. Le mot abénaqui Yamaska fait référence à l'embouchure de la rivière sur le lac Saint-Pierre et signifie « il y a des joncs au large » ou « il y a beaucoup de foin ». La désignation date au moins du début du xixe siècle. Néanmoins, les Abénaquis nomment plutôt cette montagne Wigw8madenek, « la montagne en forme de maison ».
La colline est aussi désignée mont Saint-Paul par la population locale, en référence à la municipalité dans laquelle elle se trouve.

## Géologie
Le mont Yamaska s'est formé il y a environ 125 millions d'années lors d'une intrusion souterraine de magma. Ce magma n'a pas atteint la surface terrestre et a figé en profondeur. La colline est apparue lors de l'érosion par les glaciers des roches sédimentaires avoisinantes, plus fragiles que la roche métamorphique formée par le contact du magma et de la roche sédimentaire.
Pour plus de détails sur la géologie des collines Montérégiennes, consultez la section Géologie des collines Montérégiennes dans l'article collines Montérégiennes.

## Conservation
Elle est une des montérégiennes les mieux conservées dû à son faible achalandage touristique. Elle possède donc une étonnante variété faunique et florale. Un regroupement de citoyens, la fondation pour la conservation du Mont Yamaska a d'ailleurs été fondé pour assurer la préservation de cet environnement naturel qu'est le mont Yamaska.

### Controverses
Depuis 1978, plusieurs aménagements ont été faits sur la montagne et dans ses environs pour servir de pistes de décollage et de zones d'atterrissages pour les deltaplanes et les parapentes[réf. nécessaire].
En 2005, un chalet fut construit au sommet de la montagne et sema l'indignation de la population environnante, car l'autorisation de construire fut fournie par la municipalité de Saint-Paul-d'Abbotsford en tant que cabane à sucre. Après de houleux débats, il fut déterminé par le conseil municipal et la CPTAQ que le propriétaire de cette cabane à sucre ne puisse l'utiliser que pour l'acériculture (ne pouvant donc pas légalement l'habiter). Le propriétaire a par la suite tenté de vendre sa construction pour 1,1 million de dollars, mais sans succès. En 2018, la municipalité a pu acquérir le terrain et ses bâtiments à prix modique. Le bâtiment principal, dégradé, a été démoli. Le site est désormais consacré à la conservation de la biodiversité.
Une croix est érigée en 2009.

## Activités
On y pratique principalement le vol libre, l'acériculture et la randonnée pédestre (bien que la montagne soit principalement privée).